# Les Marchands de sable
Les Marchands de sable és una pel·lícula francesa dirigida per Pierre Salvadori, estrenada l'any 2000.

## Argument
La pel·lícula explica la història d'un microcosmos parisenc en el qual es barregen joves pinxos, narcotraficants i petits traficants, encapçalats per un cavaller aparentment "respectable".
Un matí, la germana d'una d'elles (Marie) surt de la presó per un estoig d'una pistola de perdigons, i s'uneix al seu germà Antoine, també narcotraficant, i amb qui està molt propera emocionalment.
Un vespre, Antoine es veu involucrat en un recompte de drogues, i decideix contra tot pronòstic quedar-se amb una suma de diners que devia al seu proveïdor (Xavier): vol oferir una vida millor a la seva germana.
El proveïdor se n'adona i el mata sense voler durant una persecució.
Així, la germana d'Antoine es proposa trobar l'assassí del seu germà, primer amb l'ajuda d'un propietari d'un bar (Alain) perdut a la vida, i enamorada d'ella, i després, sense concretar, del mateix assassí. En la seva set de venjança, es deixa convèncer per Xavier de la culpa d'un altre home (Stéphane - Guillaume Depardieu) que, contràriament a les aparences, era el millor amic d'Antoine. Ella el mata a causa d'una cadena que porta al coll i que pertanyia al seu germà, fent creure en la seva culpa.
L'assassí real torna a aparèixer i la mata al seu torn per tancar el cas.
Alain, boig de ràbia i gelosia, després mata el veritable culpable, després accepta l'assistència de l'oncle de la seva víctima, que no és altre que el que estira els fils del barri. Aquest "respectable" senyor entra llavors econòmicament al bar i l'utilitza per blanquejar els diners del seu tràfic.
Al final de la pel·lícula, l'antic propietari d'un bar, Alain, disgustat amb ell mateix i amb aquest barri podrit, s'incendia al seu propi bar convertit en cerveseria. Sobreviu malgrat tot i decideix confessar el seu assassinat a la policia.
Una pel·lícula fosca i macabra, que posa de manifest la cobdícia i l'odi d'aquests personatges fora de la vida normal, tots plegats de deutes malgrat vendre drogues, viure en estudis florits, a l'ombra de petites feines sense futur.
No sempre és realista des del punt de vista policial, però l'interior i l'exterior sòrdid de cada protagonista està molt ben representat, i l'escena final allarga la foscor en aquest niu que és París, on tothom sobreviu, amagat per la ciutat, en un fràgil i un equilibri poc saludable.

## Repartiment
- Mathieu Demy : Antoine
- Marina Golovine : Marie
- Serge Riaboukine : Alain
- Patrick Lizana : Xavier
- Guillaume Depardieu : Stéphane
- Michèle Moretti : Annick
- Robert Castel : Damien
- Julie Depardieu : Catherine
- Blandine Pélissier : Client del bar
- Camille Bazbaz : Cantant
- Patrick Lambert : El vigilant multicolor

## Crítiques
| « | "Falses pretensions. Sempre de qualitat i interessant a les pel·lícules de Pierre Salvadori.” | » |